# Джозеф Данфорд
Джозеф Френсіс Данфорд, молодший (англ. Joseph Francis Dunford, Jr.; нар. 8 грудня 1955, Бостон, Массачусетс) — американський воєначальник, генерал морської піхоти США (2010), 19-й Голова Об'єднаного комітету начальників штабів США (1 жовтня 2015 — 11 липня 2019), 36-й Комендант Корпусу морської піхоти США (2014—2015). Учасник війн в Афганістані та Іраку. Очолював Міжнародні сили сприяння безпеці та Збройні сили США в Афганістані з лютого 2013 до серпня 2014 року.

## Біографія
Джозеф Френсіс Данфорд народився 8 грудня 1955 року в Бостоні, виріс у Квінсі (Массачусетс). Вищу освіту здобув у коледжі Сент-Майкл в червні 1977. Поступив на службу до морської піхоти США, закінчив Воєнний коледж армії США, школу рейнджерів та школу амфібійних операцій морської піхоти. Ступінь магістра мистецтв здобув у Джорджтаунському університеті та другого разу магістра міжнародних відносин в Університеті Тафтса.
Службу в збройних силах розпочав у 1-й дивізії морської піхоти командиром взводу, згодом командиром роти. З 1981 року помічник командира 3-го експедиційного корпусу морської піхоти. У 1983 призначений командиром роти морської піхоти 2-ї дивізії. Згодом проходив військову службу на різних командних та штабних посадах у Корпусі морської піхоти США. У 1999 році головний помічник віцеголови Об'єднаного комітету начальників штабів (за часів генералів Джозефа Ральстона та Річарда Маєрса). З 2001 року Данфорд призначений командиром 5-го полку морської піхоти, що одним з перших входив до Іраку, начальником штабу 1-ї дивізії; загалом на цих посадах провів 22 місяці у службових відрядженнях в Іраку.
З 2005 по 2007 рік бригадний генерал Данфорд директор оперативного управління Об'єднаного комітету. У грудні 2007 присвоєне звання генерал-майор. 1 травня 2009 року указом Президента США призначений командиром 1-го експедиційного корпусу та одночасно Командувачем Центрального командування Корпусу морської піхоти, проте вже менше ніж за рік секретар оборони Роберт Гейтс клопотав про призначення його заступником Коменданта Корпусу морської піхоти США замість генерала Дж. Еймоса, який очолив цей вид Збройних сил США. 23 жовтня 2010 року Президент США Барак Обама затвердив це призначення своїм указом.
10 жовтня 2012 року генерал Данфорд визначений Президентом Б. Обамою головнокомандувачем усіх американських та Коаліційних військ НАТО в Афганістані, на цій посаді він пробув до 26 серпня 2014 року.
5 червня 2014 його рекомендовано особисто Президентом на пост 36-го Коменданта Корпусу морської піхоти, що законодавчо затверджено Сенатом 23 липня 2014 року. Заступив на посаду 17 жовтня того ж року.
Менш ніж за рік, 5 травня 2015 року, знову особисто Президент Барак Обама номінував генерала Данфорда на вищу військову посаду в збройних силах Сполучених Штатів — Головою Об'єднаного комітету начальників штабів США. Після розгляду кандидатури та затвердження Данфорд офіційно прийняв пост 1 жовтня 2015 року. Він є єдиним в історії Збройних сил офіцером морської піхоти, що почергово обіймав посади заступника, Коменданта корпусу морської піхоти та найвищий пост Голови Об'єднаного комітету.